# Lisunov Li-2
Dopravní letoun Lisunov Li-2 (V kódu NATO „Cab“) byla sovětská verze amerického letounu Douglas DC-3, vyráběného v licenci z roku 1937.

## Vývoj

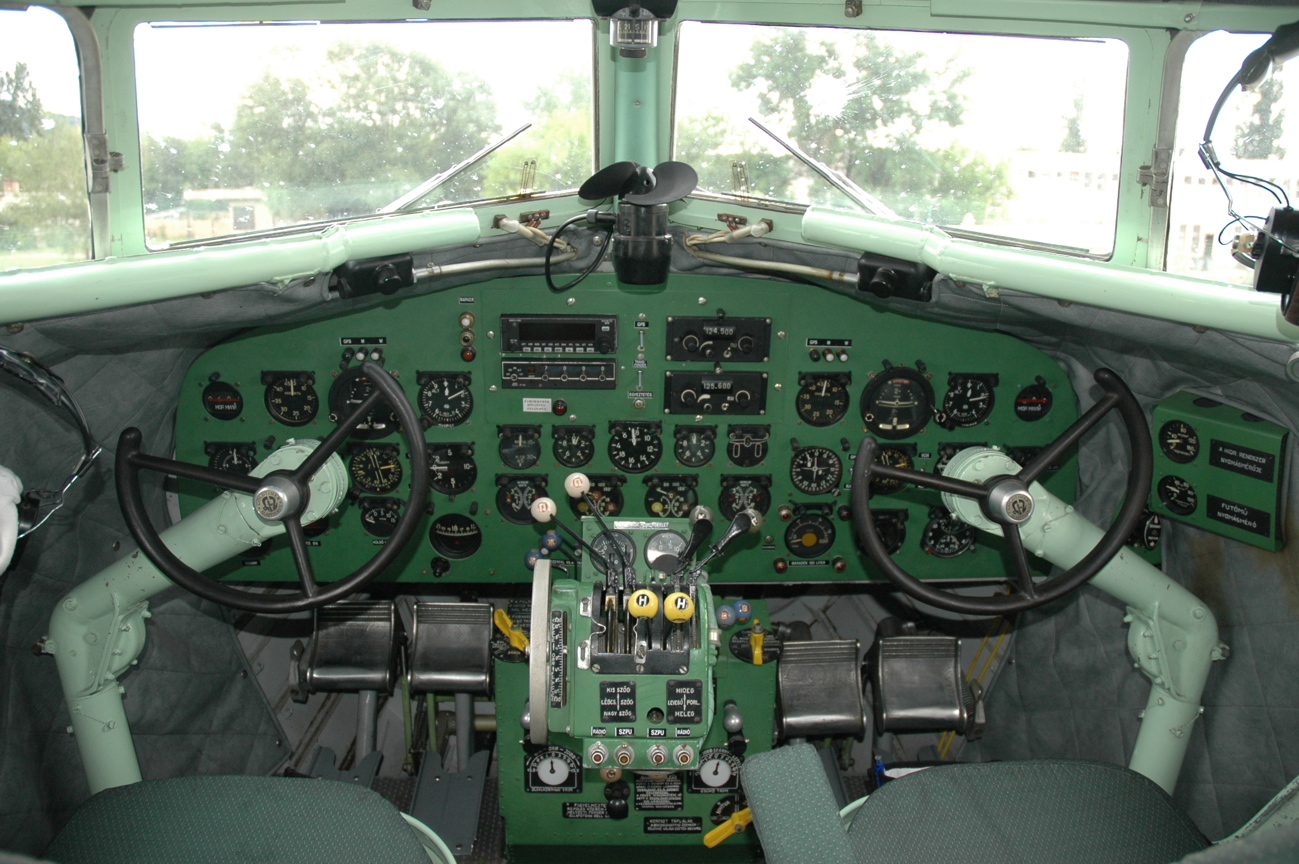
Pilotní prostor Li-2 (HA-LIX)

Původní označení znělo PS-84 (passažirskij samolet) a číslo 84 bylo odvozeno od závodu č. 84 v Chimkách u Moskvy, kde se letouny začaly v létě 1938 sériově vyrábět. V období napadení SSSR byla výroba evakuována do Taškentu.
Stroj byl upraven pro sovětské podmínky, byl do něho instalován sovětský hvězdicový devítiválcový motor Švecov AŠ-62 o výkonu po 662 kW a některé letouny byly opatřeny výzbrojí. Nástupní dveře pro cestující se přesunuly na druhou (pravou) stranu trupu a nákladová vrata byla posunuta téměř až nad křídlo. V takto uvolněném prostoru zadní části trupu byly ve vojenské verzi po obou stranách trupu instalovány kulomety. Nově se též objevila i kulometná kopule MV v horní části trupu s kulometem UBT ráže 12,7 mm.
Od září 1942 nesly letouny PS-84 oficiální označení Lisunov Li-2 a v této době již létaly s motory AŠ-62IR o výkonu 735 kW. Vojenská nákladní verze Li-2G měla větší nákladová vrata a zesílenou podlahu bez sedadel, civilní Li-2P měly základní úpravu pro 21 cestujících. Li-2PG pak sloužily pro smíšenou přepravu osob a zboží. Ještě v roce 1956 byl jeden Li-2 přestavěn na výškovou variantu Li-2V s turbokompresory TK-19 konstruktéra Treskina pro službu ve vysokohorských oblastech a za polárním kruhem.
Menší počet Li-2 měl instalované pohonné jednotky M-88 po 808 kW, které mohly přepravovat 25 vojáků a dosahovat rychlosti 350 km/h.

## Služba v Československu
Za druhé světové války létaly Lisunovy i nad Československem. V padesátých letech je zakoupily i Československé státní aerolinie v počtu osmi kusů (OK-GAA až -GAH), u nichž létaly po boku originálních DC-3. První dva stroje (OK-GAE, v.č. 23442210 a OK-GAF, v. č. 23442501) byly uvedeny do provozu 4. října 1949 a v roce 1957 došlo k jejich vyřazení od ČSA. Obliby DC-3 ale, zejména mezi mechaniky, kvůli nižší spolehlivosti motorů nedosáhly. Sloužily i u Československé armády pod označením D-2.
V roce 1968 při natáčení filmu Nebeští jezdci, inspirovaného osudy letců československé 311. peruti RAF, byl jeden z již uzemněných strojů Li-2 přestavěn, vyzbrojen německými kořistními kulomety a pro potřeby filmu imitoval bombardér Vickers Wellington fiktivní peruti Royal Air Force.

## Dochované exempláře

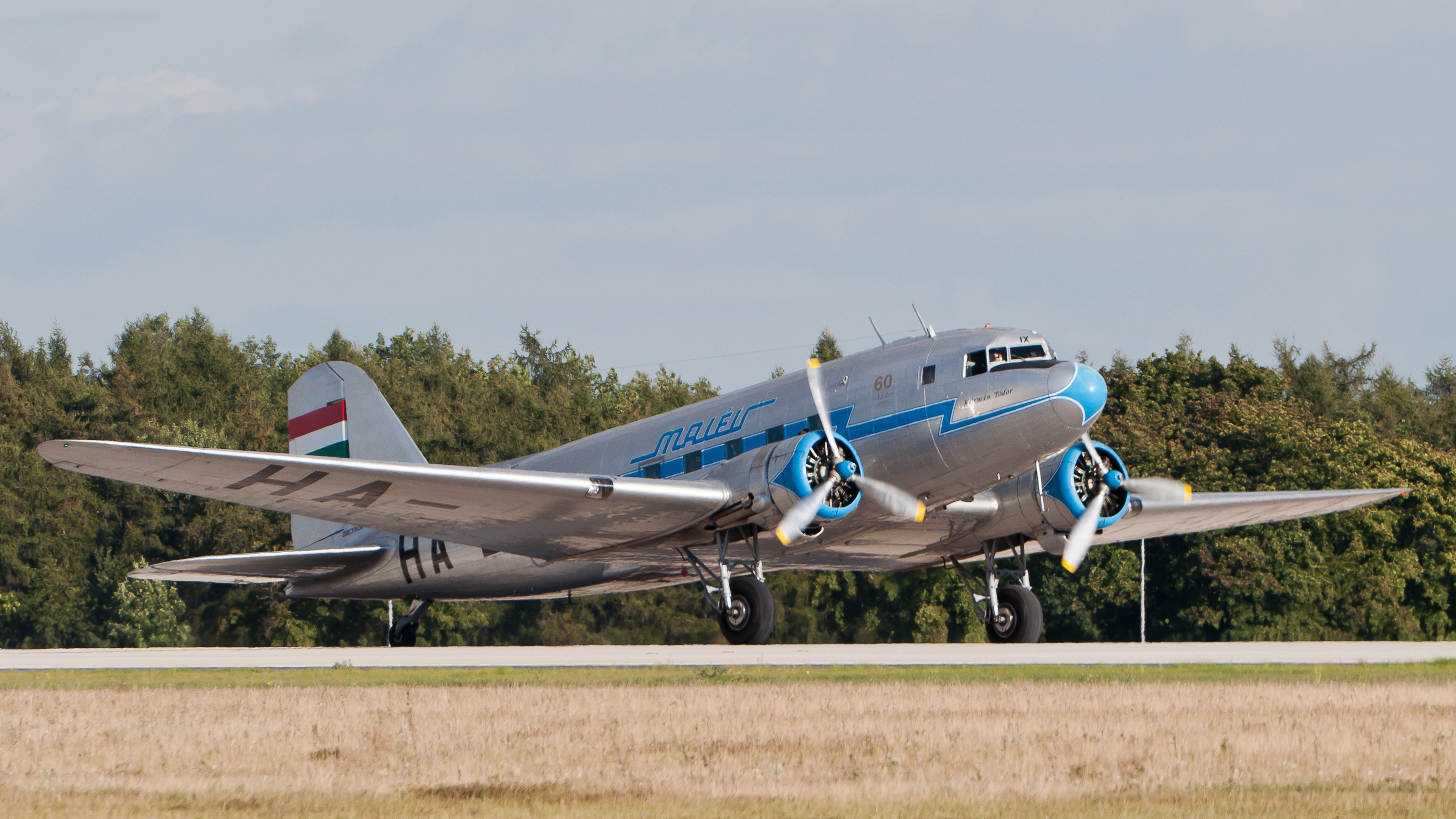
Lisunov Li-2T (HA-LIX)

Na území ČR jsou známy dva dochované stroje. Oba vlastní Letecké muzeum Kbely. Jeden z nich se nachází v hale druhé světové války v podobě transportního letounu čs. paradesantní jednotky v SSSR. Druhý se mezitím rozpadá na letištní ploše kbelského letiště. Poměrně zachovalý kus se nachází v muzeu SNP v Banské Bystrici. Další dochovaný kus se nachází ve Vyšnom Komárniku v okrese Svidník. Jediný doposud letuschopný exemplář na světě vlastní a provozuje na různých "Air Show" v barvách společnosti Malév maďarské ministerstvo obrany.

## Specifikace

Třípohledový nákres Li-2

### Technické údaje
- Osádka: 5–6
- Délka: 19,65 m
- Rozpětí křídel: 28,81 m
- Výška: 5,15 m
- Plocha křídel: 91,7 m²
- Pohonná jednotka: 2 × hvězdicový motor AŠ-62IR
- Výkon pohonné jednotky: 2× 735 kW

### Výkony
- Maximální rychlost: 270 km/h
- Dostup: 5 600 m
- Dolet: 2 600 km
- Vlastní hmotnost: 7 650 kg
- Vzletová hmotnost: 11 700 kg

### Výzbroj
- 3 × kulomet ŠKAS ráže 7,62 mm
- 1 × kulomet UBK ráže 12,7 mm
- možnost nést až 2000 kg pum nebo neřízené rakety